# 홀든 콜필드
홀든 콜필드(단편 "Slight Rebellion Off Madison"에서는 홀든 모리시 콜필드로, "호밀밭의 파수꾼"에서는 홀든 V. 콜필드로 표기됨)는 작가 제롬 데이비드 샐린저의 작품에 등장하는 가상의 인물이다. 1951년 소설 호밀밭의 파수꾼의 반영웅적 1인칭 주인공으로 잘 알려져 있다. 이 책이 출간된 이래, 홀든은 십대의 반항아적 성격과 불안의 상징이 되었으며, 20세기 미국 문학에서 가장 중요한 인물 중 한 명으로 평가받는다. 홀든 콜필드라는 이름은 1941년에 쓰여진 미출간 단편에서 처음 사용되었고, 인쇄물로는 1945년에 처음 등장했다.
홀든 콜필드라는 인물이 등장하는 샐린저의 여러 이야기(및 한 편의 소설)는 일관된 시간선을 공유하지 않는다. 작품마다 홀든 콜필드 및 그 가족에 대한 세부 사항은 불일치하거나 완전히 모순되기도 한다. 가장 주목할 만한 점은 일부 샐린저의 단편에서 "홀든 콜필드"가 1944년에 작전 중 실종된 제2차 세계 대전의 군인으로 묘사된다는 것이다. 이는 1948년 또는 1949년을 배경으로 하는 호밀밭의 파수꾼의 16세 홀든 콜필드에게는 불가능한 일이다.
샐린저가 처음 출판한 홀든 콜필드 이야기인 "I'm Crazy"는 1945년 12월 22일 콜리어스에 실렸다. "홀든 콜필드"라는 이름이 윌리엄 홀든과 조안 콜필드가 주연한 영화 디어 루스의 극장 간판이나 포스터에서 샐린저가 따온 것이라는 오해가 종종 있지만, 디어 루스는 1947년에 개봉했으며, 홀든 콜필드가 인쇄물에 처음 등장한 지 1년 반 이상, 샐린저가 이 이름을 캐릭터에 사용하여 처음 미출간 단편을 쓴 지 6년 이상 지난 시점이다.

## 호밀밭의 파수꾼에서
홀든 콜필드는 호밀밭의 파수꾼의 화자이자 주인공이다. 이 소설은 샐린저의 모교인 밸리 포지 사관학교를 느슨하게 바탕으로 한 펜실베이니아주의 특수목적 고등학교인 펜시 프렙에서 퇴학당한 후, 1948/1949년경 크리스마스 방학 동안 뉴욕시에서 홀든이 보낸 한 주를 다룬다. 홀든 콜필드는 캘리포니아주의 요양소에서 냉소적이고 지친 언어로 놀랍도록 솔직하게 자신의 이야기를 들려준다.

## 다른 작품에서
홀든 콜필드를 다룬 여러 초기 작품들은 '호밀밭의 파수꾼'의 일부 토대가 되었지만, 소설을 위해 다시 쓰였다.
이 인물은 샐린저의 "Slight Rebellion off Madison"에 홀든 콜필드라는 이름으로 등장하며, 1946년 12월 21일자 더 뉴요커에 실렸다. 이 이야기의 초기 버전인 "Are You Banging Your Head Against a Wall?"은 1941년 10월에 더 뉴요커에 출판 승인을 받았으나, 편집자들이 독자들에게 너무 황량한 어조라고 판단하여 당시에는 출판되지 않았다. 이 단편의 수정된 버전은 나중에 '호밀밭의 파수꾼'의 중후반부 몇 장의 기초가 되었는데, 콜필드가 샐리 헤이즈와 데이트하며 그녀와 도망치고 싶다는 욕망을 고백하고, 칼 루스(Carl Luce)와 술을 마시며, 헤이즈의 집으로 술에 취해 전화를 거는 장면이 포함된다. 소설의 유사한 순서와 달리, 이 이야기에서 콜필드는 학교 크리스마스 방학 중이며, 샐리와의 만남은 두 번에 걸쳐 이루어진다. 또한 칼 루스와의 만남은 소설보다 이야기에서 훨씬 짧다.
콜필드는 또한 콜리어스에 실린 단편 "I'm Crazy"(1945년 12월 22일)에도 등장하며, 콜필드 가족의 다른 구성원들은 더 새터데이 이브닝 포스트에 실린 "Last Day of the Last Furlough"(1944년 7월 15일)와 미출간 단편 "The Last and Best of the Peter Pans"(c. 1942), "The Ocean Full of Bowling Balls"(c. 1945)에 등장한다. "I'm Crazy"는 '호밀밭의 파수꾼'의 첫 장과 밀접하게 관련되어 있다. 이 이야기는 콜필드가 펜시 프렙 언덕에 서서 아래에서 축구 경기를 지켜보는 것으로 시작하며, 홀든이 퇴학당한 것과 그의 미래에 대해 역사 선생님인 스펜서 씨를 찾아가 이야기를 나누는 것으로 전개된다. 콜필드의 학우 어머니에 대한 언급과 그의 어머니가 스케이트 선물을 보낸다는 등 '호밀밭의 파수꾼'의 첫 장에서 발견되는 몇몇 다른 세부 사항들과 일치하지만, 이 이야기는 그가 학교에서 도망치는 대신 집으로 돌아오는 것으로 끝난다. 집에 돌아온 그는 가정부가 브리지를 하고 있다고 말하는 부모님과 마주하는 장면은 나오지 않는다. 대신 그는 피비와 이야기하러 간다. 그들의 대화는 '호밀밭의 파수꾼'의 뒷부분에 나오는 대화와 유사하다. 이 이야기의 또 다른 주목할 만한 특징은 그의 여동생 바이올라가 콜필드 사가에서 처음이자 유일하게 언급된다는 점이다.
"This Sandwich Has No Mayonnaise" (에스콰이어, 1945)에는 전쟁 중 실종된 홀든에 대한 언급이 있다.

## 다른 작품의 콜필드 가족
"Last Day of the Last Furlough"는 베이브 글래드웰러가 제2차 세계 대전에 참전하기 전 마지막 날을 다룬다. 글래드웰러는 빈센트 콜필드가 도착하기 전 어린 여동생과 하루의 일부를 보낸다. 그 시점에서 빈센트는 전쟁에 참전하려는 동료 병사이다. 빈센트는 그의 형인 홀든이 작전 중 실종으로 선고되었다고 발표한다. 여기에 약간의 모호함이 있다. 왜냐하면 '호밀밭의 파수꾼'에서는 홀든이 살아있고 고등학생인데, 이 소설은 전쟁 후에 쓰여지고 출판되었기 때문에 그가 1940년대에 군인이었고 1950년대 초에 고등학생일 수는 없다.
콜필드 자녀가 몇 명이고 누가 누구인지 불분명하다. 예를 들어, 많은 사람들은 홀든의 형인 D.B.가 실제로는 빈센트라고 추측했다. 그러나 샐린저는 빈센트가 제2차 세계 대전에서 사망했다고 썼으며, '호밀밭의 파수꾼'은 1951년에 출판되었다. 당시 D.B.는 살아있었고 할리우드에서 작가로 일하고 있었다. 글래드웰러가 어린 여동생과 맺는 관계는 콜필드가 피비와 맺는 관계와 유사하다고 볼 수 있다.
"The Last and Best of the Peter Pans"는 빈센트의 징집 설문지가 그의 어머니에 의해 숨겨진 이야기를 다룬다. 이 사건은 케네스(나중에 앨리로 개명됨)의 죽음 직후에 발생하며, 배우이자 콜필드의 어머니인 메리 모리아리티의 불안감을 드러낸다. 이 이야기는 피비의 등장과 빈센트가 절벽에서 기어 내려오는 아이에 대해 언급하는 것으로 주목할 만하다.
"The Ocean Full of Bowling Balls"에서 빈센트(D.B.)는 그의 형 케네스(앨리)가 죽은 날을 회상한다. 이 이야기는 코드곶에 있는 콜필드의 여름 별장을 배경으로 한다. 앨리의 성격 묘사, 앨리의 시가 새겨진 왼손잡이 야구 글러브, 킹을 뒷줄에 두는 빈센트의 여자친구 헬렌(제인 갤러거와 비슷), 다른 사람들에 대한 콜필드의 비판적인 시각 등 여러 세부 사항이 이 이야기에서 '호밀밭의 파수꾼'으로 이어진다. '호밀밭의 파수꾼'에서 사망 원인이 백혈병인 반면, 여기서는 불특정한 심장 질환 때문이다. 이야기의 끝 부분에서 케네스와 빈센트는 해변에 있다. 케네스는 수영하러 갔다가 파도에 맞아 정신을 잃는다. 막 캠프에서 돌아온 홀든은 여행 가방을 들고 현관에서 기다리고 있었고, 빈센트가 케네스의 의식을 잃은 몸을 안고 돌아온다. 케네스는 같은 날 밤 나중에 사망한다. 이 이야기는 잡지에 팔렸다가 샐린저가 출판 전에 다시 가져갔다고 전해진다.
콜필드와 관련된 또 다른 주목할 만한 단편은 "The Boy in the People Shooting Hat"인데, 1948년에서 1949년 사이에 더 뉴요커에 제출되었지만 출판되지는 않았다. 이 이야기는 제인 갤러거에 대한 바비의 감정을 놓고 바비와 스트래드레이터 사이의 싸움에 초점을 맞춘다. 이 이야기는 '호밀밭의 파수꾼'의 첫 몇 장에 나오는 몇몇 주요 장면의 토대를 형성하는 것으로 보인다.
《시모어: 서문》에는 커티스 콜필드가 시모어와 다른 글래스 가족 아이들과 함께 같은 라디오 쇼에 출연한 "매우 똑똑하고 호감 가는 소년"으로 언급된다. 그는 "태평양 상륙 작전 중 하나에서 사망했다"고 전해진다. 시모어가 1959년에 출판되었고, 커티스와 빈센트 모두 제2차 세계 대전 중 태평양에서 사망했기 때문에 빈센트가 커티스로 개명되었을 가능성이 있다. 현재까지 샐린저의 어떤 작품도 콜필드 자녀가 정확히 몇 명이었는지, 또는 누가 (케네스/앨리 캐릭터를 제외하고) 나중에 다른 이름으로 개명된 동일 인물일 수 있는지 명확히 밝히지 않았다.
"이방인"은 1945년 12월 1일 콜리어스에 실렸는데, 베이브 글래드웰러와 그의 여동생 매티(피비의 원형)가 빈센트 콜필드의 전 여자친구(현재는 결혼함)를 찾아가 그의 죽음을 알리고 그가 그녀에 대해 쓴 시를 전달하는 내용이다.

## 문화적 영향
홀든 콜필드는 20세기 미국 소설에서 가장 오래도록 사랑받는 인물 중 한 명이다. 샐린저 자신이 홀든과 너무 밀접하게 관련되어 있어서 그 인물을 보호하려 했다는 주장이 제기되었다. 이것이 그가 책의 영화화를 허용하지 않거나 다른 작가들이 그 인물을 사용하는 것을 꺼린 이유였다.
존 레논의 암살자인 마크 채프먼은 콜필드에게 영감을 받았다.
그린 데이는 리드 싱어 겸 기타리스트 빌리 조 암스트롱이 '호밀밭의 파수꾼'을 읽은 후 두 번째 스튜디오 앨범인 Kerplunk (1991)에 "Who Wrote Holden Caulfield?"라는 제목의 곡을 썼다. 그는 처음에는 18세에 피놀 밸리 고등학교를 자퇴한 후 독서를 포기했었다.